# فاطمة العشبي
فاطمة علي العشبي (25 أكتوبر 1959 -24 أكتوبر 2021) هي كاتبة وشاعرة يمنية. أحبت الشعر منذ نعومة أظفارها وتعمل باحثة بمركز الدراسات والبحوث اليمني.
توفت فاطمة العشبي في مدينة برمنغهام بتاريخ 24 أكتوبر 2021، وذلك بعد صراعٍ طويل مع مرض السرطان، ودفن جثمانها يوم 26 أكتوبر 2021 في مدينة برمنغهام بمقبرة ستون هول نيو سيمتري.

## سيرتها
ولدت الكاتبة والشاعرة اليمنية فاطمة علي العشبي عام 1959 في قرية بيت العشبي اليمن. نشأت نشأة ريفية وفي رعاية والدها شيخ القبيلة الذي حرمها من التعليم خضوعا للتقاليد فعلَّمت نفسها القراءة والكتابة خفية، وحين علم والدها بذلك فرح فرحا عظيما وقرر تعليمها بطريقته الخاصة فأحضر لها أستاذا يعلمها بالمنزل القرآن والتجويد والفقه والسيرة والتفسير والنحو والشعر والأدب. وبعد أن تزوجت واصلت تعليمها الرسمي ولكن بصورة متقطعة، حتى التحقت بالجامعة. أحبت الشعر منذ نعومة أظفارها وكانت تكتبه وهي صغيرة، ولكن والدها منعها منه، فتركت كتابته ثم عادت إليه، وقد كتبت ما يقرب من ألف قصيدة وطنية واجتماعية. تعمل باحثة بمركز الدراسات والبحوث اليمني.
توفت الشاعرة اليمنية الأستاذة فاطمة العشبي بعد صراع طويل مع مرض السرطان مساء الأحد 24 أكتوبر 2021 وذلك في مستشفى الملكة اليزابيث بمدينة برمنجهام، بريطانيا.

## أعمالها
وضعت فاطمة العديد من الأعمال، ومنها:
- وهج الفجر (1991)
- إنها فاطمة.
- الوطن في حقيبة الدبلوماسية.[5]
- واشوقاه إلى البداية!